# Caudal ecológico
La expresión caudal ecológico, referida a un río o a cualquier otro cauce de agua corriente, es una expresión que puede definirse como el agua necesaria para preservar los valores ecológicos en el cauce del mismo, como:
- los hábitats naturales que cobijan una riqueza de flora y fauna,
- las funciones ambientales como dilución de contaminantes,
- amortiguación de los extremos climatológicos e hidrológicos,
- preservación del paisaje.

Todo proyecto que conlleve la derivación de agua de cauces hídricos naturales (agua potable, riego, hidroeléctricas, etc.), deben considerar la conservación del caudal ecológico aguas abajo de las obras, para evitar la alteración de los corredores ecológicos constituidos por estos cauces hídricos.

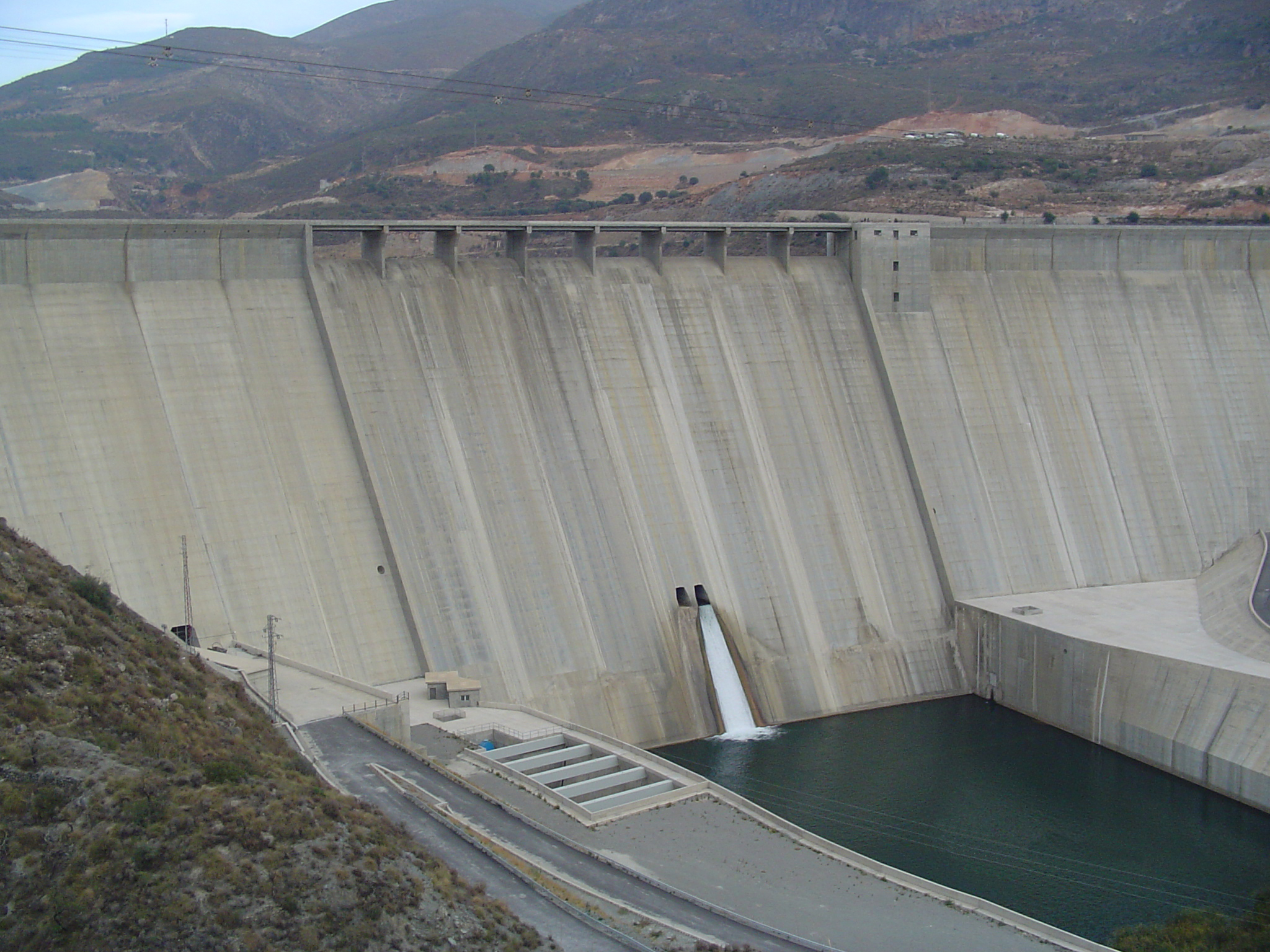
La presa de Rules, en el río Guadalfeo.

## Definiciones y Conceptos
La expresión caudal ecológico, referida a un tramo de cauce de agua corriente, encierra un concepto que puede definirse como el flujo mínimo de agua necesario para preservar los valores ecológicos del cauce, tales como: 
- Los hábitats naturales que cobijan una riqueza determinada de flora y fauna,
- Las funciones ambientales como dilución de poluentes,
- La amortiguación de los extremos climatológicos e hidrológicos,
- La preservación del paisaje.

La determinación del caudal ecológico de un río o arroyo se hace según un cuidadoso análisis de las necesidades mínimas de los ecosistemas existentes en el área de influencia de la estructura hidráulica que en alguna forma va a modificar el caudal natural del río o arroyo.
Otra definición válida del mismo concepto sería la siguiente: Caudal ecológico es el caudal mínimo que debe mantenerse en un curso de agua al construir una presa, una captación, o una derivación, de forma que no se alteren las condiciones naturales del biotopo y se garantice el desarrollo de una vida natural igual a la que existía anteriormente.

## Determinación del caudal ecológico
Se han desarrollado muchos métodos y metodologías para determinar los requerimientos del caudal de los ecosistemas. 
Los más simples son los métodos hidrológicos o estadísticos, que determinan el caudal mínimo ecológico a través del estudio de los datos de caudales. Un ejemplo de método estadístico simple es definir el caudal mínimo ecológico como un 10% del caudal medio histórico, que es precisamente lo previsto, al menos hasta la fecha, en el Plan Hidrológico de la Cuenca del Río Ebro. 
El caudal ecológico se considera pues como una restricción general que se impone a todos los sistemas de explotación sin perjuicio del principio de supremacía del uso para el abastecimiento de poblaciones. 
El caudal ecológico es generalmente fijado en los "Planes de Manejo de Cuenca", con base en estudios específicos o análisis concretos para cada tramo del río, riachuelo o cauce aguas abajo del nacimiento. La caracterización de la demanda ambiental (es decir, la cantidad de agua que se considera caudal ecológico) es además consensuada con la intervención de los distintos sectores implicados, desde la planificación hasta el uso del agua.
Los componentes del régimen de caudales ecológicos son:
Caudal mínimo: es el menor caudal necesario para que la estructura del río y los hábitats que albergan la vida se conserven y puedan desarrollar sus funciones. Ha de ser superado ya que, por debajo de él, muchos organismos morirían.
Caudal máximo: es el caudal que no debe superarse en el río con motivo de la suelta ordinaria de caudales desde una presa. Su función es la de no perjudicar a las especies autóctonas más vulnerables, ya que un caudal que supere la velocidad crítica arrastra aguas abajo y merma las poblaciones por agotamiento.
Tanto el caudal mínimo como el máximo han de ser diferenciados por meses para una mejor aproximación al estado natural, donde el río fluctuaba continuamente dependiendo de las precipitaciones y de las características geomorfológicas, estando sus especies adaptadas a estos movimientos.
Caudal generador, de crecida o de avenida: es el que origina la morfología del cauce y se establece imitando las crecidas ordinarias del río, permitiendo la fertilización de la llanura de inundación, tiene la función de mantener en buenas condiciones el sustrato del río y la vegetación de ribera. Es fundamental para mantener una dinámica natural y un buen estado ecológico.
Tasa de cambio: hace referencia a los cambios en el volumen de caudal soltado por una presa por unidad de tiempo para evitar los efectos negativos de una variación brusca de los caudales. Estos efectos pueden ser el arrastre de la fauna acuática durante la fase de ascenso, o bien su aislamiento en la fase de descenso de los caudales. También deben tener en cuenta el mantenimiento de unas condiciones favorables a la regeneración de especies vegetales acuáticas y ribereñas.

## Los requisitos
El caudal ecológico, debe cumplir con los siguientes requisitos:
1. La base de cálculo deberá responder a una regularidad natural real que, como tal, formara parte de la coevolución entre el medio físico y las comunidades naturales, independientemente de que fuera una relación poco reconocible. Debe evitarse al máximo la incorporación de arbitrariedades, en la medida en que supone una intrusión de subjetividad y puede devaluar la solidez de los cálculos;
2. La aplicación del método y el resultado a obtener deben ser específicos, respectivamente, para cada cauce o tramo de cauce en concreto, evitando planteamientos basados en proporcionalidades fijas. La información que cada cauce aporta sobre las necesidades de sus comunidades naturales, son evaluadas en profundidad;
3. Derivado en parte del requisito anterior, el método adoptado debe cumplir un axioma tan simple y obvio como que: el caudal de mantenimiento o caudal ecológico es comparativamente más conservativo en los cauces menores y menos en los de mayores.  Restar menos de “poco” puede conducir a nada, mientras que restar mucho de “más” puede permitir una situación sostenible.
4. Los resultados obtenidos deben estar en línea con experiencias empíricas, tanto bibliográficas como personales, y con los condicionantes propios de los aprovechamientos hídricos ordinarios sobre regulación y/o derivación de caudales. A pesar de la enorme variedad de métodos de cálculo existentes, los resultados obtenibles de todos ellos siguen una distribución más o menos normal que encierra el intervalo de máxima probabilidad entre el 10% y el 30% del caudal medio interanual. Se trata de que el método adoptado mantenga también como intervalo más probable el indicado, a fin y efecto de intentar representar un equilibrio racional entre la conservación de los ambientes fluviales y el aprovechamiento del agua como recurso.